# Callyspongia thurstoni
Callyspongia thurstoni är en svampdjursart som beskrevs av Burton 1930. Callyspongia thurstoni ingår i släktet Callyspongia och familjen Callyspongiidae. Inga underarter finns listade i Catalogue of Life.